# Жовтушник Вітманна
{{#ifeq:0|0|{{#if:Erysimum witmannii|{{#if:|[[]}}|[[]]}}}}
Жовтушник Вітманна, жовтушник Вітмана (Erysimum witmannii) — вид рослин із родини капустяних (Brassicaceae), ендемік Карпат.

## Біоморфологічна характеристика
Це дворічна трава. Стебла прості, прямовисні, 15–40 см заввишки. Листки ланцетні, частіше вузько- або лінійно-ланцетні, часто подовжені, укриті зірчастими тонкими волосками, прикореневі — зібрані в густу розетку, як і нижні стеблові листки, звужені в ніжку, перисто-роздільні. Пелюстки блідо-жовті, 18—22.5 мм завдовжки; чашолистки 8.5—12 мм завдовжки. Стручки 4-кутні, 4—8 см завдовжки, на кутах майже голі, з коротким стовпчиком. Насіння еліптично-яйцеподібне, трохи сплющене, верхівка закруглена, 1.7–2.1 × 0.6–0.8 мм; поверхня хвиляста, трохи блискуча, темно чи оранжево коричнева. 2n=14. Період цвітіння: травень — липень.

## Середовище проживання
Ендемік Карпат на територіях України, Угорщини, Румунії, Польщі, Словаччини.
Населяє скелі, соснові ліси, сонячні степові схили, росте на вапняних і доломітових ґрунтах.
В Україні вид зростає на вапняках у горах — у Карпатах, у верхів'ях річок Сирет та Черемош; Чивчинські гори, рідко.

## Синоніми
Синоніми:
Erysimum baumgartenianum Schur
Erysimum carpaticum Michalk.
Erysimum czetzianum Schur
Erysimum elatum Schur
Erysimum fussianum Schur
Erysimum pallidiflorum Jáv.
Erysimum transsilvanicum Schur